# Гусарский клуб
Гусарский Клуб — один из старейших, а возможно и наистарейший, литературно-ролевой клуб в Рунете, основан 17 июня 1995 года Валерием Колпаковым . Члены клуба играют роль гусар, как правило в стиле поручика Ржевского, но иногда и более серьёзно. Клуб проводит регулярные конкурсы и командные соревнования для своих членов. В отличие от более традиционных поэтических клубов, в Гусарском Клубе остроумные и юмористические стихи ценятся выше серьёзных, и большинство членов клуба не воспринимает свою клубную поэзию всерьез.
Клуб не является сугубо поэтическим, и многие его члены интересуются только общением, как виртуальным, так и реальным. В клубе нет ограничений на использование ненормативной лексики, но идеалом является её использование к месту, как это делает поручик Ржевский в анекдотах.
В клубе существует система военных званий, присуждаемых при наборе баллов, обычно за победы в конкурсах. Звания не дают особых преимуществ, и управление клубом осуществляется Штабом, самопровозглашенной группой активных участников.
Вступить в клуб может любой желающий, но все новички (т.н. юнкера) проходят испытательный срок.
С апреля 2013 года сайт клуба практически не обновляется, доступ к большинству архивов отсутствует. Летом 2014 года на главной странице сайта появилась траурная рамка с сообщением о смерти одного из основателей клуба, имевшего самый высший ранг по клубной классификации.

Клуб отмечен первой премией конкурса русской сетевой литературы «Тенёта — 1996» в номинации «литературные игры». Входит в первую десятку сайтов, индексируемых «Яндекс-каталогом» в разделе «юмор» (индекс цитируемости: 150).
В различных независимых публикациях высоко оценивается роль «Гусарского клуба» в становлении русского Интернета. Его называют в числе главных ранних русских Интернет-проектов.